# 中共山东省委秘书处旧址
中共山东省委秘书处旧址，位于山东省济南市天桥区东流水街105号（五龙潭公园内），是中华人民共和国山东省文物保护单位之一。
1977年12月23日重新公布，授予山东省文物保护单位，是一座革命遗址及革命纪念建筑物。
五龙潭公园实行门票免费后，原先遮挡中共山东省委秘书处旧址的山东省党史陈列馆和山东省文物总店被拆除，该旧址遂成为中共山东早期历史纪念馆的一部分。

## 图集

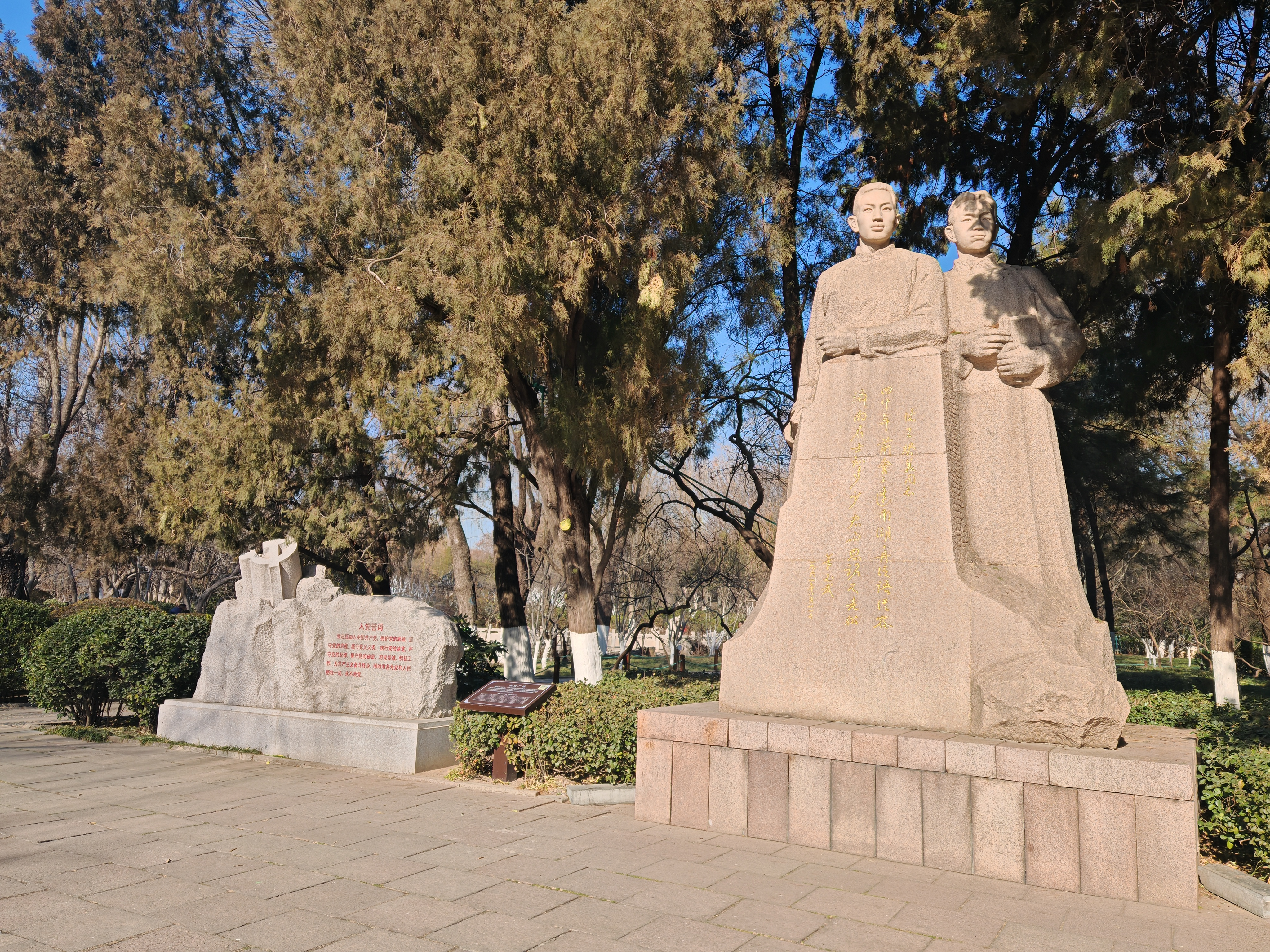
王尽美和邓恩铭纪念雕塑
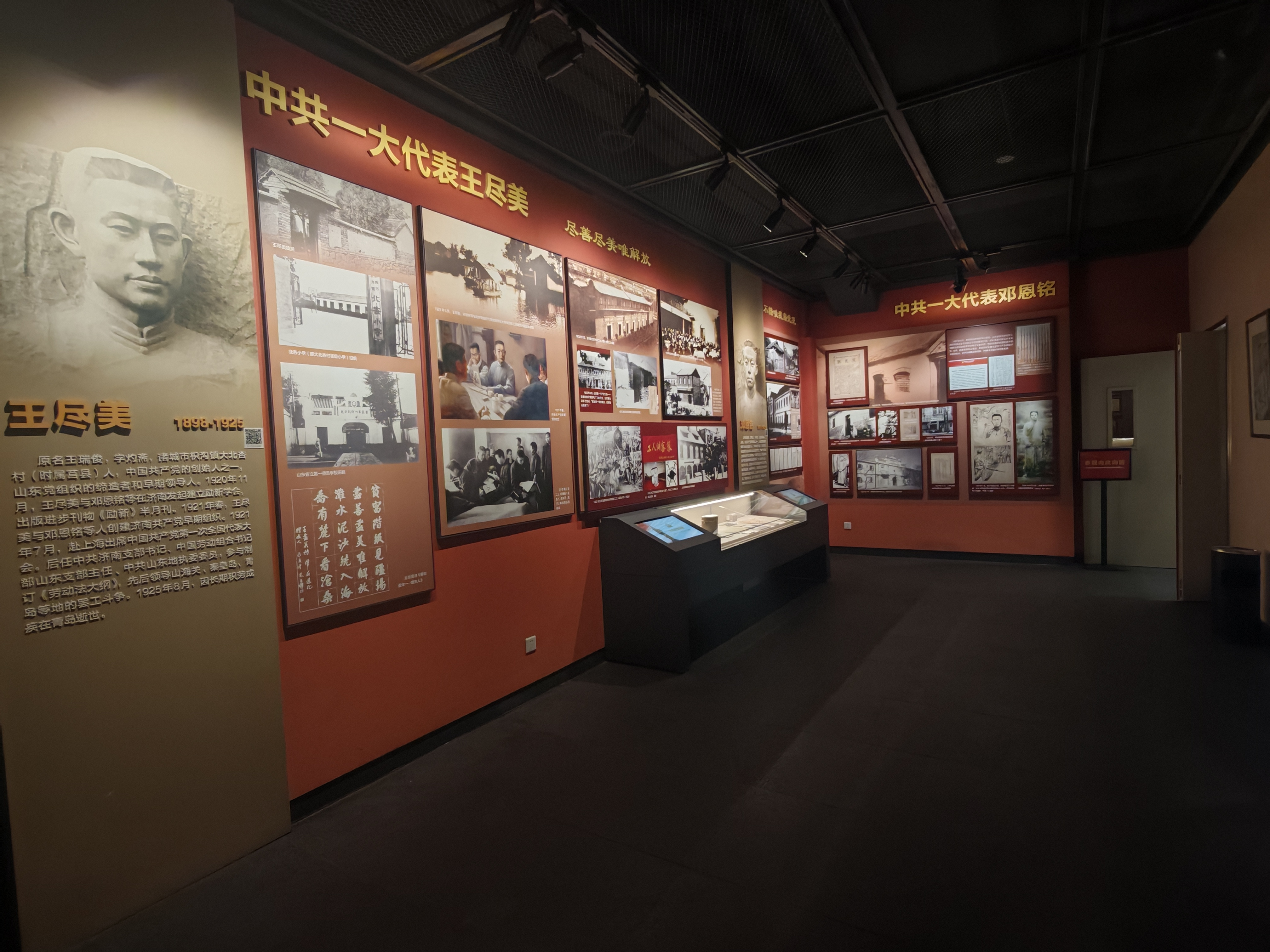
内部展览